# Valje
Valje är en landskaps-, läns- och kommungränsöverskridande tätort, huvudsakligen belägen i Bromölla kommun i Skåne men även innefattande en del av Sölvesborgs kommun i Blekinge. Gränsen dras vid Sissebäck, som rinner från Siesjö och mynnar i Valjeviken av Östersjön, och som sedan 1600-talet utgjort gränsen mellan Skåne och Blekinge i området. Samtliga adresser i Valje har Sölvesborg som postort. 
Valje har bland annat innehaft bageri och stenbrott och ortens namn fanns länge kvar i brödet Valjegrova (det döptes senare om till "Valjes grova") som härstammar från orten. Dessutom finns här två gods: Valje herrgård och Sissebäcks herrgård. Båda har anor från 1600-talet.

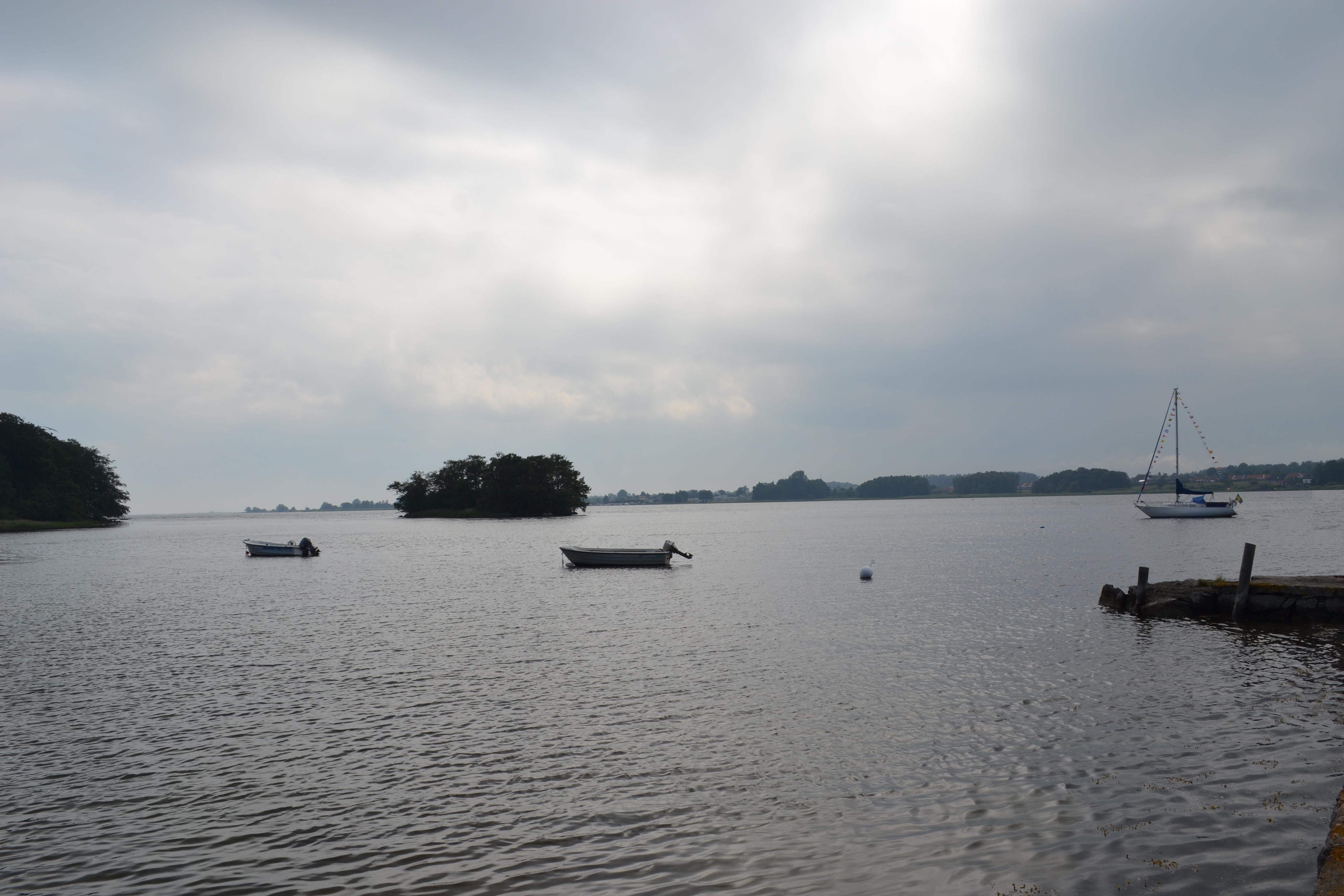
Valjeviken sedd från Valje camping

## Befolkningsutveckling
| Befolkningsutvecklingen i Valje 1960–2020   | Befolkningsutvecklingen i Valje 1960–2020 | Befolkningsutvecklingen i Valje 1960–2020 | Befolkningsutvecklingen i Valje 1960–2020 | Befolkningsutvecklingen i Valje 1960–2020 |
| ------------------------------------------- | ----------------------------------------- | ----------------------------------------- | ----------------------------------------- | ----------------------------------------- |
|                                             |                                           |                                           |                                           |                                           |
| År                                          |                                           |                                           | Folkmängd                                 | Areal (ha)                                |
| 1960                                        | 1960                                      |                                           | 481                                       |                                           |
| 1965                                        | 1965                                      |                                           | 565                                       |                                           |
| 1970                                        | 1970                                      |                                           | 533                                       |                                           |
| 1975                                        | 1975                                      |                                           | 584                                       |                                           |
| 1980                                        | 1980                                      |                                           | 703                                       |                                           |
| 1990                                        | 1990                                      |                                           | 780                                       | 78                                        |
| 1995                                        | 1995                                      |                                           | 739                                       | 79                                        |
| 2000                                        | 2000                                      |                                           | 723                                       | 79                                        |
| 2005                                        | 2005                                      |                                           | 771                                       | 79                                        |
| 2010                                        | 2010                                      |                                           | 823                                       | 89                                        |
| 2015                                        | 2015                                      |                                           | 1 067                                     | 165                                       |
| 2018                                        | 2018                                      |                                           | 1 074                                     | 166                                       |
| 2020                                        | 2020                                      |                                           | 1 069                                     | 165                                       |
| Anm.: Sammanvuxen med småorten Edenryd 2015 |                                           |                                           |                                           |                                           |